# Bippen
Bippen là một đô thị của huyện Osnabrück, bang Niedersachsen, Đức. Đô thị này có diện tích 79,25 km².